# Jean-Marie Roland de La Platière

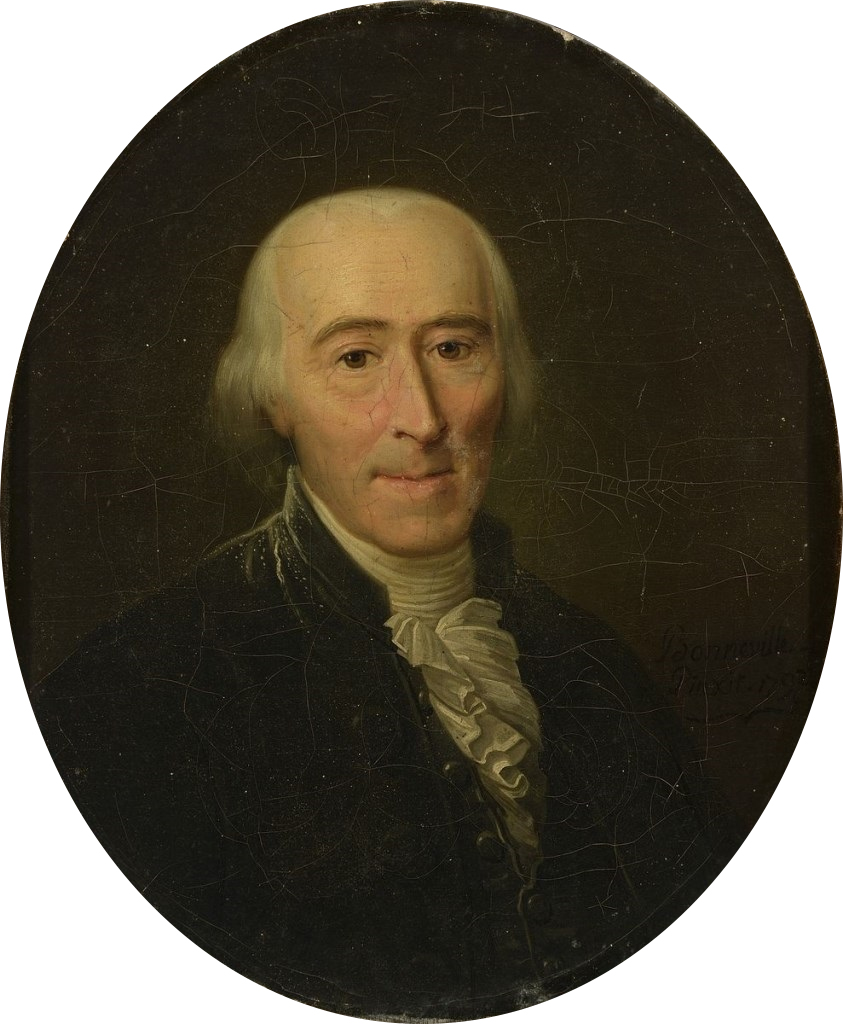
Jean-Marie Roland de La Platière im Jahr 1792; Gemälde von François Bonneville

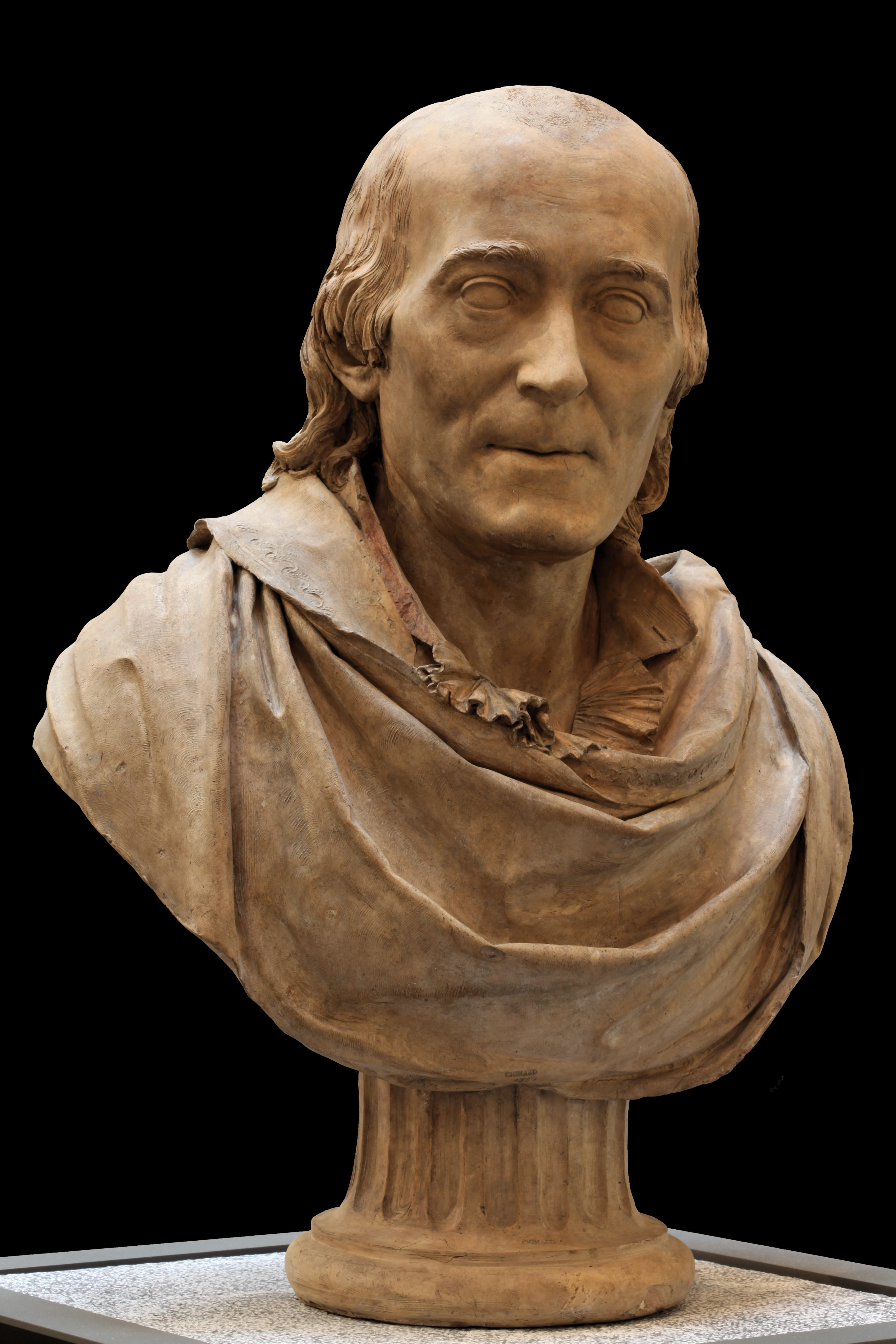
Jean-Marie Roland de la Platière, Terrakotta-Büste von Joseph Chinard (1789)

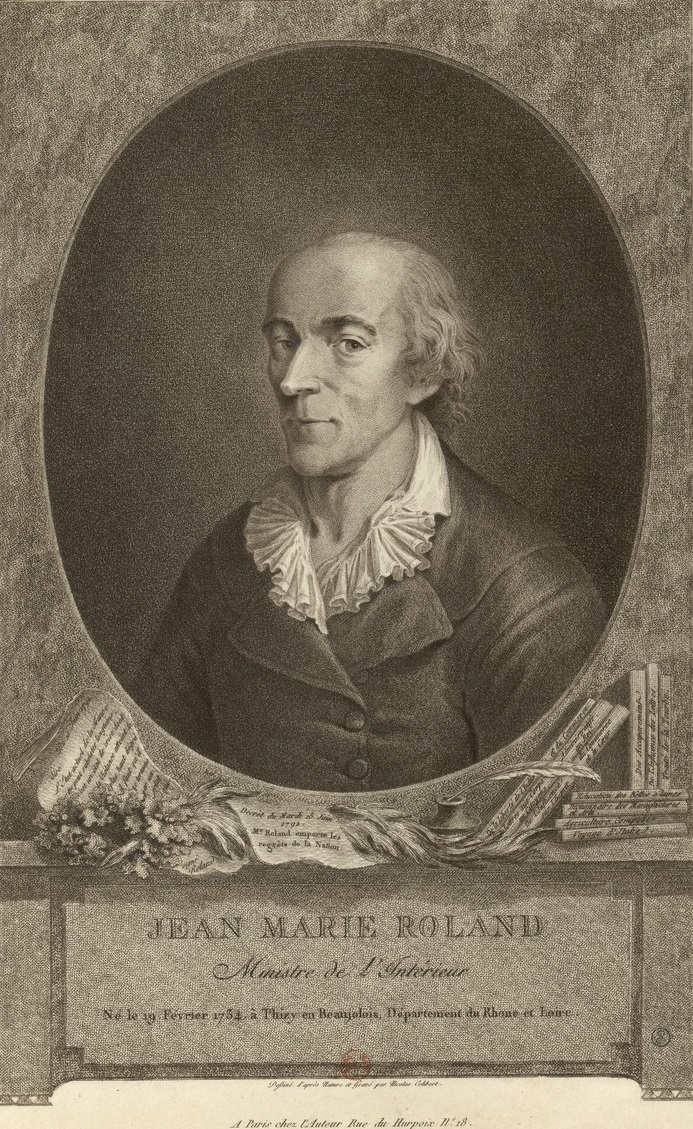
Jean-Marie Roland de la Platière als Innenminister (1792); Stich von Nicolas Colibert

Jean-Marie Roland de La Platière (* 18. Februar 1734 in Thizy bei Villefranche-sur-Saône; † 10. November 1793 in Bourg-Beaudouin bei Rouen) war ein französischer Wirtschaftsfachmann und Politiker während der Französischen Revolution, der an der Seite seiner Ehefrau Madame Roland zur Gruppierung der Girondisten gehörte. Zwischen März 1792 und Januar 1793 war er Innenminister unter dem König und in der ersten französischen Republik.

## Leben

### In der Provinz
Jean-Marie Roland entschied sich als junger Mann für einen Beruf im Fachbereich Handel und Manufakturen. Zunächst interessierte er sich für seine Region Beaujolais und dann für einen Betrieb in Aubenas (Ardèche), der 1752 als königliche Manufaktur mechanisiert wurde. Als ausgezeichneter, anerkannter Experte gehörte er schon bald zum Corps der Inspektoren. 1780 wurde er zum Inspektor der Manufakturen in Amiens ernannt, und in diesem Jahr heiratete er die zwanzig Jahre jüngere Jeanne-Marie Phlipon. In Amiens publizierte er Arbeiten mit den Titeln l'Art du fabricant d'etoffes en laine und l'Art du fabricant de velours de cotton. In dieser Zeit unternahm er mit seiner Frau auch eine Studienreise nach England. 1784 avancierte Roland zum Inspektor der Manufakturen in Lyon. Als Anhänger revolutionärer Ideen wurde er 1790 in den conseil Général de la Commune der Stadt gewählt und von diesem 1791 nach Paris geschickt, um dort die Nationalversammlung über den beklagenswerten Zustand des Handels und der Manufakturen in der Region von Lyon zu informieren.

### Paris und die Revolution
Roland lebte einige Monate in der Hauptstadt, besuchte dort den Jakobinerklub und machte unter anderem Bekanntschaft mit Jacques Pierre Brissot, François-Nicolas-Léonard Buzot, Jérôme Pétion de Villeneuve und Maximilien de Robespierre. Ende 1791 übersiedelte er mit seiner Frau und seiner Tochter Eudora nach Paris. Madame Roland, ebenfalls an der Politik interessiert, empfing in ihrem Salon bald viele politisch einflussreiche Männer. Bei ihr traf sich der innere Kreis der Girondisten. Dank des Einflusses seiner Frau wurde Jean-Marie Roland im März 1792 vom König zum Innenminister ernannt.
In seinem Brief vom 10. Juni forderte Roland den König dringend auf, sein Veto gegen die Dekrete über die eidverweigernden Priester und über die Einberufung der Föderierten zurückzunehmen. Ludwig XVI. beharrte auf seiner Weigerung und entließ am 13. Juni neben Roland auch die girondistischen Minister Étienne Clavière und Joseph Servan.
Nach der Suspendierung des Königs am 10. August 1792 durch die Gesetzgebende Versammlung, beschloss diese die Bildung eines vorläufigen Vollzugsrats, in dem Jean-Marie Roland wieder für die Innenpolitik zuständig war.
Wegen der ihm aussichtslos erscheinenden militärischen Lage bereitete Roland Ende August die Evakuierung der Regierung in ein Gebiet südlich der Loire vor und stieß dabei auf den entschiedenen Widerstand von Georges Danton. Während der Septembermassaker in den Pariser Gefängnissen ließ er ohnmächtig den Dingen ihren Lauf.
Im September vom Département Somme in den Nationalkonvent gewählt, verzichtete Roland auf Bitten der Versammlung auf sein Abgeordnetenmandat, um sein Amt als Innenminister in der neu eingerichteten Republik zu behalten. Als Innenminister auch für Teilbereiche der Wirtschaft zuständig, unterstützte er eine liberale Wirtschaftspolitik. So hob der Konvent im Dezember 1792 die Reglementierung aus dem Monat September auf und beschloss wieder den freien Getreide- und Mehlhandel. – Am 20. November wurde in den Tuilerien ein eingemauertes, geheimes Wandfach entdeckt; die darin aufbewahrten Schriftstücke bewiesen Geheimverhandlungen des Königs mit den Feinden der Revolution. Dies brachte auch Roland in Bedrängnis: Die Montagnards warfen ihm vor, dass er alle die Gironde kompromittierenden Schriften habe verschwinden lassen. Das Verlangen der Girondisten, im Prozess gegen den König das Volk zu befragen, verschärfte den Konflikt mit den Montagnards. Erschöpft durch die immer heftiger werdenden Angriffe der Bergpartei und der Sansculotten, aber auch privater Probleme wegen, trat Jean-Marie Roland am 23. Januar 1793 als Innenminister zurück.
Roland wollte Paris verlassen, aber der Konvent verweigerte ihm die Erlaubnis. Nach der Verhaftung führender Girondisten am 2. Juni gelang ihm die Flucht in die Normandie nach Rouen. Am 10. November 1793 erfuhr er von der Hinrichtung seiner Frau, die auf eigenen Wunsch in Paris geblieben war. Roland marschierte auf der Straße in Richtung Paris und tötete sich am Abend mit seinem Stockdegen. Albert Soboul charakterisierte ihn als „rechtschaffenen und bescheidenen“ Mann.
Seit 1780 war er korrespondierendes Mitglied der Académie royale des sciences.